# 이민선 (대한제국 관리)
이민선(李敏善, 1857년 10월 20일 ~ 1938년 7월 24일)은 조선 말, 대한제국 시대의 문신이자, 대한제국, 일제강점기의 교육자, 기업인이다. 자(字)는 시중(時中) 또는 청중(晴中), 본관은 우계(羽溪)이다. 1895년(고종 32) 인천부 주사, 1896년 인천감리서 주사, 혜릉참봉을 거쳐 1896년~1897년 다시 인천감리서 주사를 지내고, 외무부 주사 겸 인천항 서기장, 1906년(광무 10) 안산군 군주사를 역임했다.
1906년(광무 10) 4월 15일 안산군 와리면 초지리(현, 안산시 단원구 초지동)에 초지보통학교를 설립, 설립자 겸 교감이 되었다. 1908년(융희 2)에는 공립안산보통학교 기성회에도 참여하여 재무서장으로 활동했다. 1910년(융희 4) 한일 합방 조약 이후에는 관직을 단념하고 초지보통학교 교육, 경영에 전념했다. 1914년 조선총독부도지방토지조사위원회로부터 경기도지방토지조사위원회 임시위원에 위촉됐다. 1920년 경기도 평의회 의원(시흥군 지역구) 무소속 예비후보로 입후보했으나, 그해 12월 3위로 낙선했다. 그밖에 1910년부터 1927년 9월 15일까지 초지동에서 양조장(탁주제조소)를 운영했다.

## 생애

### 출생과 가계
1857년(철종 8) 10월 20일에 경기도 안산군 와리면 초지리, 후일의 안산시 단원구 초지동에서 태어났으며 생부는 진사 이재성(李在星)이고 생모는 해주오씨(海州吳氏)로 진사 오언용(吳彦鏞)의 딸로, 조부는 좌랑 오명철(吳命哲), 증조부는 동지중추부사 오수황(吳遂晃), 고조부는 증 참판 오도규(吳道規)이고, 외조부는 무안박씨 박겸빈(朴謙彬)이며, 영의정 추탄 오윤겸(楸灘 吳允謙)의 6대손녀였다. 그는 아들이 없던 삼촌 이재응(李在應)의 양자로 입양되었다.
숙종대의 문신 이상우(李商雨)의 7대손으로, 할아버지는 하양, 지평, 영천, 고양군수, 돈녕부판관을 역임했고 청나라로 파견되는 사신 신재식의 수행원이던 분서 이봉녕(李鳳寧)이고, 증조부는 1811년 일본 조선통신사의 제술관으로 대마도를 다녀온 태화 이현상(李顯相)이다. 여섯째 삼촌은 1877년 문과에 급제한 이재명이다. 생부 이재성, 양아버지이자 숙부인 이재응 형제가 한성부 종로 세심대에서 안산군 수암면 초지리로 이주해왔다. 이후 초지동 원초지, 백중부락, 가나골, 갯머리부락에서 정착하게 되었다. 또한 안산시 초지동 갯머리부락에는 그의 숙부 이재긍(李在兢)의 손자 이원협(李源協), 원직(源直)이 와서 정착했다. 그가 인천부 주사로 있을 대 인천부윤 겸 인천감리로 부임했던 운초 이재정(李在正)은 그의 13촌 아저씨가 된다.
건양~광무 연간에 평리원검사, 판사를 역임했고, 한일 합방 이후 관직을 사퇴하고 개업변호사로 활동한 이휘선은 그의 사촌 동생이었다.
숙부이자 양아버지 이재응은 첫 부인 연일정씨인데 아버지는 정원달(鄭源達), 조부는 통덕랑 정중량(鄭中良), 증조부는 판돈녕부사 정간공 정수기(鄭壽期)이다. 첫 부인 영일정씨에게는 자녀가 없고, 두번째 부인 동래정씨 정광신(匡臣)의 딸에게서도 자녀가 없고, 세번째 부인 여흥민씨 민상혁(閔常火+赫)의 딸에게서는 딸을 두었다. 장녀 이씨는 성규영(成奎永)에게 출가, 다른 딸은 서원순(徐寃+鳥淳)에게 출가, 또다른 딸은 박영진(朴永鎭)에게 출가했다. 그가 숙부 이재응의 양자가 되었다.
5대조 이성석이 포천군 일동면 기산리에서 한성부 북부로 이주해왔고, 고조부 이한운이 다시 1795년경 한성부 종로 세심대로 이주해왔다. 한성부에는 이유녕, 이재정 등이 있었고 경기도 포천시 이동면, 일동면에 그의 친족들이 있었다. 그밖에 무신사태 이후로 버려진 선산을 돌보기 위해 종6대조 이인수의 아들 명석, 중석 형제가 경기 광주군 언주면 대장리로 내려왔고, 종11대조 이전의 후손들도 조선말기까지 광주군 언주면 언주리, 포이리, 포전리, 신원리 등에 일부 세거하고 있었다. 신원리가 경기도 과천으로 편입되면서 과천 지역에도 그의 일가들이 일부 흩어져 살았다.
생부 이재성, 양아버지이자 숙부 이재응 형제가 한성부 종로구 세심대에서 경기도 안산군 와리면 초지리, 후일의 안산시 초지동 일대로 이주해 왔다. 1979년 무렵 안산에 공단이 들어서기 전까지 그의 자손들은 초지동 원초지마을, 백중, 가나골, 갯머리마을 등에 거주하고 있었다.
그의 관직 역임 기록은 그의 족보에서 실전되었는데 후일 1900년대 초(광무 연간)에 발간한 전주이씨 선원보 이종응(李鍾應)의 자녀 기록 중 둘째 사위 기록에 女 李承鈺 羽溪人父主事敏善이라 하여 그가 주사직을 역임한 것이 확인되었다. 이민선의 장남 이원흥(李元興) 또한 이종응의 차녀와 혼인할 당시에는 이승옥(李承鈺)이었다가, 뒤에 이름을 원흥으로 개명한 것이다. 승정원일기의 관직 임명 자료와 조선 대한제국 관보에 주사 임명 기록, 독립신문과 대한매일신문 등에 시흥군 와리면 초지리의 전 주사 이민선의 기록이 확인되었다.

### 관직 생활
1895년(고종 32) 7월 30일 인천부윤의 천거로 인천부주사(仁川府主事) 3명의 한 사람으로 추천받아 정재덕(鄭在悳), 최돈중(崔燉重)과 함께 외무부에 보고, 승인을 얻었다. 같은 날 정재덕과 이민선은 인천부주사 서 판임관7등(仁川府主事 敍判任官七等), 최돈중은 인천부주사 서 판임관8등이 되었다.
1895년(고종 32) 7월 30일 인천부주사 서 판임관 7등(仁川府主事敍判任官七等)에 임명되었다. 1896년(건양 원년) 8월 20일 인천부윤 겸 인천감리사로 부임한 이재정의 건의로 인천감리서 주사로 임명 승인을 받았다. 8월 21일 인천감리서 주사 서 판임관6등(仁川監理署主事敍判任官六等), 8월 25일 인천감리서 주사에서 의원면관하였다.
1897년 8월 21일 서 판임관 6등(敍六等)에 서임되었다. 8월 28일 서 판임관 6등(敍六等)에 서임되었다.
1896년(건양 원년) 8월 25일 혜릉참봉에 임명되었다. 그는 독립협회에도 가입, 활동하여 1897년 1월 15일 당시에는 독립협회 보조금 납부자 명단에 있었다. 1897년 1월 15일의 독립협회 보조금 납부금은 1원을 기탁하였다.
1897년 9월 13일 인천감리서 주사 서 판임관 5등(仁川監理署主事 敍判任官五等)에 임명되었다.
1897년(광무 원년) 9월 인천감리사 이재정이 교체되어 상경하자 그가 임시로 인천감리 사무를 서리하였다. 그가 집안 일로 자리를 비운 사이 관원 김창건(金昌鍵)이 위조된 명의로 지계(地契)를 김홍규(金泓圭)에게 발급, 김홍규가 토지를 일본인에게 불법 매각하여 문제가 되었다. 1897년 10월 1일 인천감리서 주사에서 의원면직하였다.
1897년(건양 원년) 10월 4일 인천감리서 주사를 의원면직하였다. 승정원일기 1897년(건양 원년) 10월 4일 기사에 그가 인천감리서 주사에서 의원면관한 것이 나타난다. 그러나 면직 처리가 되지 않아 10월 6일 다시 의원면관 신청을 하여 윤허받았다. 독립신문 1897년 10월 7일자에 10월 6일부 의원면관자 명단에 인천감리서 주사 이민선이 등장한다.
만년에 그는 안산군 와리면 초지리, 후일의 시흥군 군자면 초지리로 낙향하여 거주하였다. 그의 생부 이재성과 생모 해주오씨, 양아버지 이재응과 이재응의 셋째 부인 여흥민씨의 묘소, 이민선의 첫 부인 평산신씨의 묘소가 안산군 와리면 초지동 백중리 유좌에 있었다.
이후 외부주사 겸 인천항서기장을 역임했다. 1910년에 발간된 그의 집안 족보에는 외부주사 겸 인천항 서기장으로 되어 있으나 외부주사를 역임한 시점은 알려져 있지 않다.

### 보통학교 설립 운동
1906년(광무 10) 안산군 군주사로서 안산 초지보통학교 설립에 관여하였다. 안산군 군주사 퇴직 시점은 기록에 전하지 않으나 1906년(광무 10) 5월 당시에는 이미 전 주사였다. 그는 자신의 사재를 털어 교사를 지을 자재와 인부를 구했다.
1895년 7월 9일에 조선 소학교령(小學校令)이 제정되어 교과목으로 영어, 한문, 지리, 역사, 산술, 성리학, 화학, 독서, 작문, 천문학 등과 체육, 군사훈련, 미술, 음악, 토론, 연주, 여행 등의 과목이 있었다. 그는 직접 인근지역 유지들, 신학문 교육자들에게 서신을 보내 교사를 초빙하였다.
초지보통학교는 설립자이자 교감인 이민선의 노력으로 교세가 확장하고 조형옥(趙樓玉), 유철수(劉敵洙) 등이 교사로 활동하는 가운데 1909년 6월 15 일 개교 3주년 기념식을 성대하게 거행하여 주민들로부터 환호를 받았다.

### 학교 부지 마련
자신의 사재를 투자, 건축 자재와 건축비를 마련하였으나 토지를 구하지 못해 난항을 겪었다. 9월 19일 안산군수 이석재는 조정에 상소를 올려 토지를 구하고 안산군내에 있던 장용영, 훈련원 소유 토지와 역참 소유 역둔토의 마름으로 추천하고, 마름 소작료로서 토지 비용을 갚아나가게 하도록 상소하였다.
융희 원년 9월 19일 보고서 제2호

본 군(郡)의 사립 학교(私立學校)가 세 곳 이 되는데 , 유지할 방법으로 마름 의 삯 가운데 보조 를 덜면 유지할 수 있을 방책이 전혀 없습니다. 본 원 (院) 에 수납 하는 본 군 각 둔역토(屯驛土) 마름 의 삯 가운데 보조를 덜면 유지할 수 있을 듯 하니, 와리면(瓦里面) 초지동(草芝洞)에 사는 전 주사(主事) 이민선(李敏善)이 가세 (家勢)가 좀 넉넉 하고 일을 처리 하는 것이 신실(信實)하므로 이에 천보(薦報) 합니다. 역토(驛土)와 장용둔(壯勇屯)·훈둔 (訓屯)·관둔(官屯)의 마름 을 이민선으로 차하(差下) 하여 정해진 수량 대로 수납하도록 하여 공적으로나 사적으로나 둘 다 편리 하도록 하되, 만약 혹 수납을 지연 하면 본관(本官)이 담보로 장부를 말끔 하게 마감할 것이니, 조사하여 대조 하신 뒤 해당 마름의 차첩(差帖) 을 만들어 내려 주시기 바랍니다.

융희 원년 9월 19일 안산 군수 (安山郡守) 이석재 (李奭宰) 경리 원 경 최석민 (崔錫敏) 각하

안산 군수 본 군 둔역(屯驛) 마름 이민선(李敏善)을 특별히 차하하여 남는 것으로 학교의 경비에 보충 할 일.

 지령 마름의 삯은 거두어 쌓아 두는 비용 때문에 마련하는 것이니, 실제로 학교의 경비에 보충 할 것은 없을 것임.

융희 원년 10월 15일 보고 호외(號外) 부본(副本)

본 군(郡)에 소재한 역둔토(驛屯土)와 각둔(各屯)의 마름을 본 군 와리면(瓦里面) 초지(草芝) 전(前) 주사(主事) 이민선(李敏善)으로 차출하여 상납할 총 수(數) 외에 남는 것 몇 포(包)를 학교에 주어 유지할 일로 보고 한 것이 문안(文案)에 있습니다. 학교 모양이 유지할 수 있는 방책이 전혀 없고 또 이민선(李敏善)이 평소 성품이 신실(信實) 하고 가정 형편도 넉넉하니 털끝 만큼도 의심할 단서가 없습니다. 뿐만 아니라 제가 담보 하고 감독 하여 단속 하겠으므로 이에 거듭 보고 합니다. 조사하여 대조 하신 뒤 본 군(郡)에 소재한 역둔(驛屯)과 각둔(各屯) 마름을 이민선으로 차정(差定)하여 공사(公私)를 모두 편리하도록 해 주시기 바랍니다 . 융희 원년 10월 15일 안산 군수 (安山郡守) 이석재(李奭宰) 경리원경 최석민 (崔錫敏) 각하

안산군수 둔역(驛) 마름을 이민선으로 차정하여 남은 것을 취하여 학교에 보충할 일.

지령 이미 이전에 보고한 지령에 자세하게 말했음.

안산군수 이석재의 건의로 학교 부지를 마련하고, 학교 부지 대금은 그가 안산군 관내에 있는 장용영, 훈련원의 둔전, 역참의 둔전의 마름으로 받는 삯으로써 변제하게 했다.

### 초지보통학교 설립, 운영
1906년 4월 15일 안산군 와리면 초지동에 초지보통학교를 설립, 개교하였다. 1907년 개교로 추정됐으나 1909년 4월 15일 창립 3주년, 6월 15일 개교 3주년 기념식이 대한매일신보에 보도된 점, 1908년 8월 30일에 1학기 시험에 3학년이 등장하는 것으로 보아 개교 시점은 1906년이었다.
학과는 어학과(語學科 국문학과)와 한문학과를 설치했고, 어학과 교사로 시흥군 공립보통학교 부교원(副敎員) 이교철(李敎哲)을 초빙, 겸직했고, 한문과(漢文科) 3교사로는 박제혁(朴齊赫)을 초빙하였다. 과정은 소학부와 고등부를 설치, 고등과는 고등학교-전문학교 과정이었다. 학교 설립 당시 학생은 40~50명이었고, 군수 이석재(李奭宰)는 학교 운영 기본금(基本金)을 모금 계획을 수립하여 지원했다.
| “ | 草校有進 安山郡草芝居有志紳士李敏善氏가 靑年을 敎育하기 爲하야 學校를 設立于該洞이고 該校內에 語學 漢文 兩科를 置하야 語學科에난 該郡公立普通學校 副敎員 李敎哲氏가 兼辦敎授하고 漢文科에는 朴齊赫氏가 敎授가 敎授하난대 生徒가 日增月加하야 四五十名에 至하얏고 該郡守氏가 該校을 謀忠劃立하야 使之維持케하고 敎務를 極力勸勉하야 快有成就之望故로 該郡守의 敎育上熱心은 一郡이 無不贊頌한다더라 | ” |
|   | — 大韓每日申報 1907년 9월 19일자 1면 7단 |   |

학교에서는 어학, 한문과 신학문, 산술, 역사, 체조 등의 과목을 가르쳤다. 곧 그는 초지보통학교 교장으로 군수 이석재(李奭宰)를 추대하고, 그는 설립자이자 교감으로 활동하며 교사 초빙을 추진, 조형옥(趙樓玉), 유철수(劉敵洙) 등을 교사로 영입하였다.
1908년 8월 30일의 1학기 시험이 대한매일신보에 보도되었다. 3학년 시험 장원은 허춘만(許春萬), 이경이(李璟伊) 등 3인 급제(及第)는 김수안(金壽安) 등 6인, 2학년 우등은 김남석(金男錫) 등, 급제는 민병남(閔丙南) 등 9인, 1학년 우등은 이홍근(李弘根), 조평식(趙平植) 등 2인, 급제는 민희준(閔희俊) 등 13인이었다. 시험성적을 매겨 1,2등은 우등, 시험 통과자는 급제로 칭하였다.
1908년(융희 2) 공립안산보통학교 기성회에도 참여하여 이성의(李聖儀)와 함께, 공립안산보통학교 기성회 공동 재무서장(財務署長)으로 활동했다. 1908년 4월 30일 공립안산보통학교 보조인원 낙성연(補助人員 落成宴)에 참석, 10원을 기탁하였다. 그밖에 국채보상운동에도 참여, 비정기적으로 후원성금을 보냈다.
1908년 8월 1학기 시험을 치르고 우수생에게 공책과 필묵을 상품으로 수여하였고, 11월 30일 졸업식을 거행, 주관하였다. 초지보통학교의 활동 사항은 대한매일신보, 황성신문 등에도 보도된다. 1909년 5월에는 초지보통학교 개교 3주년 기념식을 주관, 거행하였다.
| “ | 芝校禮式 安山郡瓦里面草芝普通學校 前主事李敏善시가 刱立지 三個年에 諸般經費를 獨自擔當야 熱心敎育더니 本月拾五日에 第三回記念禮式을 擧行얏대 校監李敏善시가 大旨를 說明 後 敎師 趙瀅玉 劉轍洙 兩시와 來賓에 鄭圭錫 諸시 勸勉的으로 壹場演說 學生中 金鍾弼시가 答辭고 入拾八名學徒 軆操唱歌로 慶賀를 祝呈하니 六七百名觀光者의 贊頌이 非常여 盛況을 呈얏다더라 | ” |
|   | — 大韓每日申報 1909년 5월16일자 2면 5~6단 |   |

8백명의 관람객이 학교를 찾았고, 언론에서 방문, 취재하였다.
초지보통학교를 세운 그는 학교를 설립하고 3년 동안 제반 경비를 혼자서 담당했다. 시흥군수 이석재가 손을 뗀 뒤에도 홀로 초지보통학교를 운영하였다.

### 생애 후반
한일 합방 이후 그는 초지보통학교 운영에 전념하였다. 초지보통학교의 폐교시점은 기록에 나타나지 않으나 1917년에 조선총독부에서 사립학교령 적용 및 인허가 취소를 단행할 때 폐교된 것으로 추정된다.
1910년(융희 4) 1월 17일에는 술(탁주) 제조소 면허를 얻어, 초지리에서 양조장을 운영하였으나, 1927년 9월 15일 조선총독부로부터 주류제조소 면허 인허가를 취소당했다. 1914년 조선총독부도지방토지조사위원회로부터 경기도지방토지조사위원회 임시위원(臨時委員)의 한 사람으로 위촉되었다. 1919년 6월 25일 부산에서 설립 계획 중인 제약회사 설립에 참여하였으며, 곧 취체역에 이민선(李敏善), 조희정(趙熙正), 남정직(南延稷), 이원황(李源璜)을 선임하고 취체역에는 이중혁(李重赫)을 선출했으며 조선 귀족, 지주가 참여했다. 그러나 나중에 회사명은 조선농사개량주식회사(朝鮮農事改良株式會社)로 정해졌다.
1920년 경기도 도평의회 의원 후보자로 시흥군에서 무소속 예비후보로 출마했으나, 그해 12월 17일 3위로 낙선했다. 오전 10시부터 열린 시흥군청 회의실 예비후보자 선출 투표에서, 도평의회 의원 최종 후보자 2명 선발에 10표를 받아 조중완(趙重完), 이연철(李淵哲)에 이어 3위로 석패했다.
1928년 경성부 와룡동에 이주하였다. 그러나 그해 광화문에 사는 류범규(劉範奎 당 27세)에게 사기당했다. 류범규는 모 변호사사무소 사무원과 공모하여 광화문우체국장의 소인이 찍힌 가짜 통장을 제작, 통장에 3백원이 있는데 금요일 되어야 돈을 인출할 수 있다며 3백원을 빌렸다. 그는 후에 그 통장이 위조통장인 것을 알고 종로경찰서에 고소, 문서위조혐의로 류범규를 체포했다.
1931년 11월 15일 경성부 도염동 대성원에서 단군신전봉찬회의 창립에 참여, 이사의 한 사람으로 피선되었다. 1938년 7월 24일 사망했다.

### 사후
아들 이원흥은 1906년 1월 5일 전라북도관찰부의 주사로 임용되어 근무했으나 그해 5월 5일 사직했다. 다른 아들 이원황은 공립안산보통학교의 부훈도, 훈도로 재직하다 1931년 이후 기업인으로 활동했다.
경기도 시흥군 군자면 초지리(始興郡 君子面 草芝里, 현 안산시 초지동), 원 안산 와리면 백중(百仲)마을 정좌(丁坐) 언덕 선영 하에 안장되었다. 근처 초지동 백중리(百仲里)마을 유좌(酉坐)에는 본부인 평산신씨, 계부인 경주배씨의 묘소가 있다.

## 가족 관계

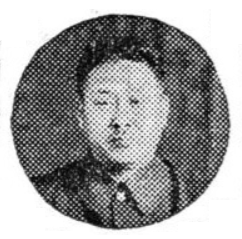
사위 이천응
(선조의 왕자 신성군의 10대손으로, 기업인이며 이천자동차, 대광산업, 히카리자동차, 대광무역, 대륙상공 대표이사 사장, 강화양조의 중역 등을 역임했다.)

- 할아버지 : 이봉녕(李鳳寧, 1793년 9월 21일 - 1871년 5월 5일)
- 친 아버지 : 이재성(李在星, 1823년 11월 9일 ~ 1867년 6월 9일)
- 친 어머니 : 해주오씨(海州吳氏, 1819년 9월 7일 ~ 1879년 8월 24일), 진사 오언용(吳彦鏞)의 딸, 조부 좌랑 명철(命哲), 동지중추부사 오수황(吳遂晃)의 증손, 외조 무안 박씨 박겸빈(朴謙彬), 영의정 추탄 오윤겸(楸灘 吳允謙)의 6대손
- 양 아버지이자 백부 : 이재응(李在應, 1812년 12월 10일 ~ 1878년 3월 28일)
- 양 어머니이자 백모 : 연일정씨(延日鄭氏, 1811년 12월 10일 ~ 1839년 7월 5일) 정원달(源達)의 딸, 조부 통덕랑 중량(中良), 증조 문판돈녕 증영의정 정수기(壽期)
- 양 어머니이자 백모 : 동래정씨(東萊鄭氏, 1822년 12월 10일 ~ 1846년 4월 4일), 정광신(匡臣)의 딸, 조부 홍조(弘祖), 증조 대윤(大胤)
- 양 어머니이자 백모 : 여흥민씨(驪興閔氏, 1827년 9월 23일 ~ 1900년 12월 28일), 민상혁(常赫)의 딸, 조부 백손(百孫) 증조 근수(近洙), 외조 청주인 한사유(韓師游)
  - 사촌 누나이자 양 누나 : 우계이씨
  - 사촌 매부이자 양 매부 : 성규영(成奎永), 창녕인(昌寧人), 주사, 부 창호(昌鎬)
  - 사촌 여동생이자 양 여동생 : 우계이씨(? ~ 1909년 3월 10일)
  - 사촌 매부이자 양 매부 : 서원순(徐鵷淳). 대구인(大邱人) 부 군수 대보(郡守 大輔)
  - 사촌 여동생이자 양 여동생 : 우계이씨
  - 사촌 매부이자 양 매부 : 박영진(朴永鎭), 무안인(務安人) 부 용원(鏞遠)

- 부인 : 평산신씨(平山申氏, 1855년 4월 21일 ~ 1886년 8월 22일) 정삼품 학조(正三品學朝)의 딸, 조부는 진사 진현(晉顯), 증조부는 종2품 계(啓), 외조부는 배천인 조태근(白川人 趙泰根)
  - 아들 : 이원흥(李源興, 1880년 ~ 1950년), 초명은 승옥(承鈺)
  - 며느리 : 전주이씨(1879년 6월 13일 ~ 1903년 7월 18일), 이종응의 딸
  - 며느리 : 진주정씨(晉州鄭氏), 주사 정재석(鄭載錫)의 딸
  - 아들 : 이원형(李源馨), 본생가 숙부, 호적상 당숙 돈선(敦善)의 양자로 출계
- 부인 : 경주배씨(慶州裵氏, 1865년 10월 4일 ~ 1938년 8월 15일), 배영선(裵永善)의 딸
  - 아들 : 이원황(李源璜, 1889년 1월 6일 ~ 1948년 1월 20일(?))
  - 며느리 : 청주한씨, 관찰사 한진창(韓鎭昌)의 딸
  - 아들 : 이원용(李源用, 1891년 ~ 1945년)
  - 아들 : 이원경(李源璟, 1896년 6월 4일 ~ ?), 자는 경옥(景玉)
  - 며느리 : 영월엄씨(寧越嚴氏, 1896년 4월 20일 ~ ?), 엄도영(道永)의 딸, 조부는 석기(錫驥), 증조 강(堈), 외조는 수성인 최덕영(崔德泳)
  - 아들 : 이원종(李源琮, 1905년 11월 10일 ~ 1956년 2월 22일)
  - 아들 : 이원영(李源瑛, 1908년 7월 28일 ~ 1957년 7월 20일)
  - 며느리 : 남양홍씨
  - 며느리 : 한양조씨
  - 딸 : 이정원(李貞媛, ? ~ ?), 기업인
  - 사위 : 이천응(李天應, 1902년 ~ ?), 기업인, 이천자동차, 대광산업, 히카리자동차, 대륙상공 대표이사 사장, 전주이씨 신성군 후(信城君 珝) 후손
    - 외손자 : 이재학(李載學)
    - 외손자 : 이재설(李載卨), 대한민국에서 농림부 차관 역임
    - 외손자 : 이재석(李載錫), 국장 역임
- 생가 외조부 : 오언용(吳彦鏞)
- 생가 외조모 : 무안박씨, 박겸빈의 딸

## 기타
그와 같은 시대에 동명이인인 군인 이민선(李敏善, 1850년 11월 29일생)도 존재한다. 동명이인 이민선은 전주이씨로 군인이며, 육군유년학교 교관(陸軍幼年學校敎官 敍判任八級)을 역임했다. 동명이인인 군인 이민선은 한성부 중서(中署) 관자동(貫子洞, 현 서울특별시 종로구 관철동)에 거주했다.
경기도 고양군 사리대면 문봉리 2통 3호에 살던 동명이인 이민선(李敏善, 1855년 10월 27일생)도 있었다. 그는 조선 정종의 왕자 임언군 이녹생의 16대손이며 장택군 이효자(長澤君 李孝慈)의 15대손이라 한다.
그보다 약간 앞선 시대에 또다른 동명이인 이민선(李敏善)도 있었는데 그는 1877년에 양천현령 1878년 임천군수(林川郡守)를 역임했다.
양어머니이자 숙모 영일정씨의 친정 증조부는 예조판서, 우참찬, 판돈녕을 지낸 정수기(鄭壽期)이고, 종조부는 정우량, 정휘량, 당숙은 영조의 딸 화완옹주의 부군 일성위 정치달이었다.
그의 양누이 1명이 1909년(융희 3년) 3월 10일에 사망했다. 대한매일신보에 "安山郡瓦里面艸芝洞居 前主事李敏善氏妹弟"라 하여 내용은 "安山郡瓦里面艸芝洞居 前主事李敏善氏妹弟 故徐大輔氏第貳子婦 陰正月別世"라 보도되었다. 그에 의하면 서원순의 부인 이씨는 그의 사촌여동생이자 양 여동생이 되며, 이씨는 서대보의 둘째 며느리라 한다.
그의 숙부 이재긍은 효령대군 보의 14대손이며 강성정 이견손(江城正 李堅孫)의 10대손 생원 인의(生員引儀) 이용구(李龍九)의 딸과 혼인했다. 이재긍의 딸은 다시 강성정의 11대손 이회선(李會善)에게 출가했다. 이재긍의 다른 딸은 한산인 이준규(李晙珪)에게 출가했다.
그의 손자 이정근(李定根)은 휘문중학교에 입학했다. 1943년 3월 17일의 각 학교 합격자 명단에 휘문중학교 합격자 명단에 그의 손자 이정근의 창씨명 羽溪定根이 명단에 있다.

## 같이 보기
- 인천항
- 초지보통학교
- 독립협회
- 이재정
- 이봉녕
- 이휘선
- 이현상

## 참고 문헌
- 승정원일기
- 조선, 대한제국 관보
- 조선총독부 관보
- 황성신문(대한제국)
- 대한매일신보(대한제국)

## 참고 자료
- 조선, 대한제국 관보
- 경기도문화원연합회, 《경기향토사학 20집》 (경기도문화원연합회, 2015) 277
- 시흥시사편찬위원회, 《시흥시사 3:시흥의 근현대》 (시흥시사편찬위원회, 2007) 87
- 안산문화원, 《안산향토사연구소, 안산지역 3.1 독립만세 운동 연구 조사 보고서》 (안산문화원, 안산향토사연구소, 2008)
- 안산시사편찬위원회, 《안산시사 제3권:사회와 문화》 (안산시사편찬위원회, 2011)
- 세종대왕기념사업회, 《국역 각사등록 9권 경기도편》 (세종대왕기념사업회, 2004) pp.315, pp.321
- 경기도사편찬위원회, 《京畿道史資料集 : 韓末篇 2》 (경기도사편찬위원회,2004) pp.247, pp.433